# Chevaliers de Saint-Pierre
Les chevaliers de Saint Pierre (milites Sancti Petri) constituaient une milice qui fut notamment recrutée par le pape Léon IX pour lutter contre les Normands d'Italie du Sud, à la bataille de Civitate, en 1053. Cependant la date et la façon à laquelle ils furent dissociés n'est pas connue.  